# Joseph Johnston
Joseph Eggleston Johnston (Farmville (Virginia), 3 februari 1807 – Washington, 21 maart 1891) was een beroepsofficier in de United States Army en een van de hoogste generaals van de Geconfedereerde Staten van Amerika tijdens de Amerikaanse Burgeroorlog.
Na de oorlog was hij werkzaam in de verzekeringswereld en bij de spoorwegen. Hij zetelde twee jaar in het Huis van Afgevaardigden. Hij overleed aan de gevolgen van een longonsteking een maand nadat hij de begrafenis had bijgewoond van William T. Sherman.

## Vroege jaren
Jonhston werd geboren op 3 februari 1807 in Longwood House in Farmville, Virginia, nu het huis van de president van Longwood University. Zijn grootvader, Peter Johnston, was afkomstig uit  Schotland en was in 1726 naar Virginia gemigreerd. Joseph was de zevende zoon van rechter Peter Johnston Jr. (1763-1831) en Mary Valentine Wood (1769-1825).  Hij werd genoemd naar Joseph Eggleston, onder wie zijn vader had gediend tijdens de Amerikaanse Revolutie. Zijn oudere broer, Charles Clement Johnson, zou een politieke loopbaan uitbouwen, net zoals zijn neef John Warfield Johnston. In 1811 verhuisde het gezin naar Abingdon, Virginia niet ver van de grens met Tennessee. Zijn vader liet daar een huis bouwen en noemde het Panecillo.
Op voordracht van de minister van Oorlog John C. Calhoun kon Johnston aan de  United States Military Academy van West Point studeren. In 1829 studeerde hij af als 13de in een klas van 46 kadetten. Hij kreeg een benoeming als tweede luitenant bij het 4th U.S. Artillery. Hij werd de eerste gediplomeerde van West Point die bevorderd werd tot generaal in het beroepsleger. En dit was sneller dan de 2de in zijn klas, namelijk Robert E. Lee.

## Militaire loopbaan in het U.S. Army
Hij diende acht jaar bij de artillerie voordat hij in maart 1837 ontslag nam uit het leger om ingenieursstudies aan te vatten. Tijdens de Seminole oorlogen was hij een burgerlijk topografisch ingenieur op een schip onder leiding van William Pope Mc Arthur. Op 12 januari 1838 gingen matrozen aan land bij Jupiter, Florida en werden aangevallen door inheemse Amerikanen. Johnston zou niet minder dan 30 kogelgaten hebben overgehouden aan de confrontatie. Hij raakte ook gewond door een schampschot die zijn schedel raakte. Toen hij meer actie had gezien tijdens deze korte confrontatie dan in zijn  volledige militaire loopbaan bij de artillerie ervoor, besliste hij om opnieuw dienst te nemen in het leger. Hij trok naar Washington D.C. en nam opnieuw dienst als eerste luitenant bij de militaire topografische ingenieurs op 7 juli 1838. Dezelfde dag werd hij bevorderd tot gebrevetteerd kapitein voor zijn bijdrage in  Jupiter en zijn werk in het verkennen van de Everglades.
Op 10 juli 1845 huwde hij in Baltimore met Lydia Mulligan Sims McLane (1822-1887). Ze was de dochter van Louis McLane. Haar vader was voorzitter  van de Baltimore and Ohio Railroad en een vooraanstaand politicus die had gezeteld in het huis van afgevaardigden en de senaat voor Delaware. Hij was ook ambassadeur in het Verenigd Koninkrijk en was lid van het kabinet van president Andrew Jackson. Johnston en zijn echtgenote bleven kinderloos.

### Mexicaans-Amerikaanse oorlog
Toen de Mexicaans-Amerikaanse Oorlog uitbrak, was Johnston vol ongeduld om actie te zien. Hij diende in de staf van luitenant-generaal Winfield Scott tijdens het Beleg van Veracruz. Hij werd door Scott gekozen om de eis tot overgave over te brengen aan de lokale gouverneur. Hij bevond zich in de voorhoede van de eenheden onder brigadegeneraal David E. Twiggs die het binnenland introkken en raakte zwaargewond door een granaatscherf bij Cerro Gordo. Voor zijn inzet bij deze slag werd hij bevorderd tot gebrevetteerd luitenant-kolonel. Na zijn revalidatie sloot hij zich opnieuw aan bij het leger in Puebla. Tijdens de opmars naar Mexico-Stad was hij onderbevelhebber van het U.S. Regiment of Voltigeurs, een eenheid die bestond uit lichte infanterie en scherpschutters. Hij onderscheidde zich tijdens de slagen bij Contreras en Churubusco en raakte opnieuw gewond bij Chapultepec. Hij werd nog bevorderd tot gebrevetteerd kolonel van de vrijwilligers. Na de oorlog kreeg hij opnieuw zijn rang als kapitein bij de topografische ingenieurs. Bij Contreras zou zijn neef, Preston Johnston, sneuvelen door een kanonskogel. Het was Robert E. Lee die Johnston op de hoogte bracht.

### Cartografische expedities en kwartiermeester generaal

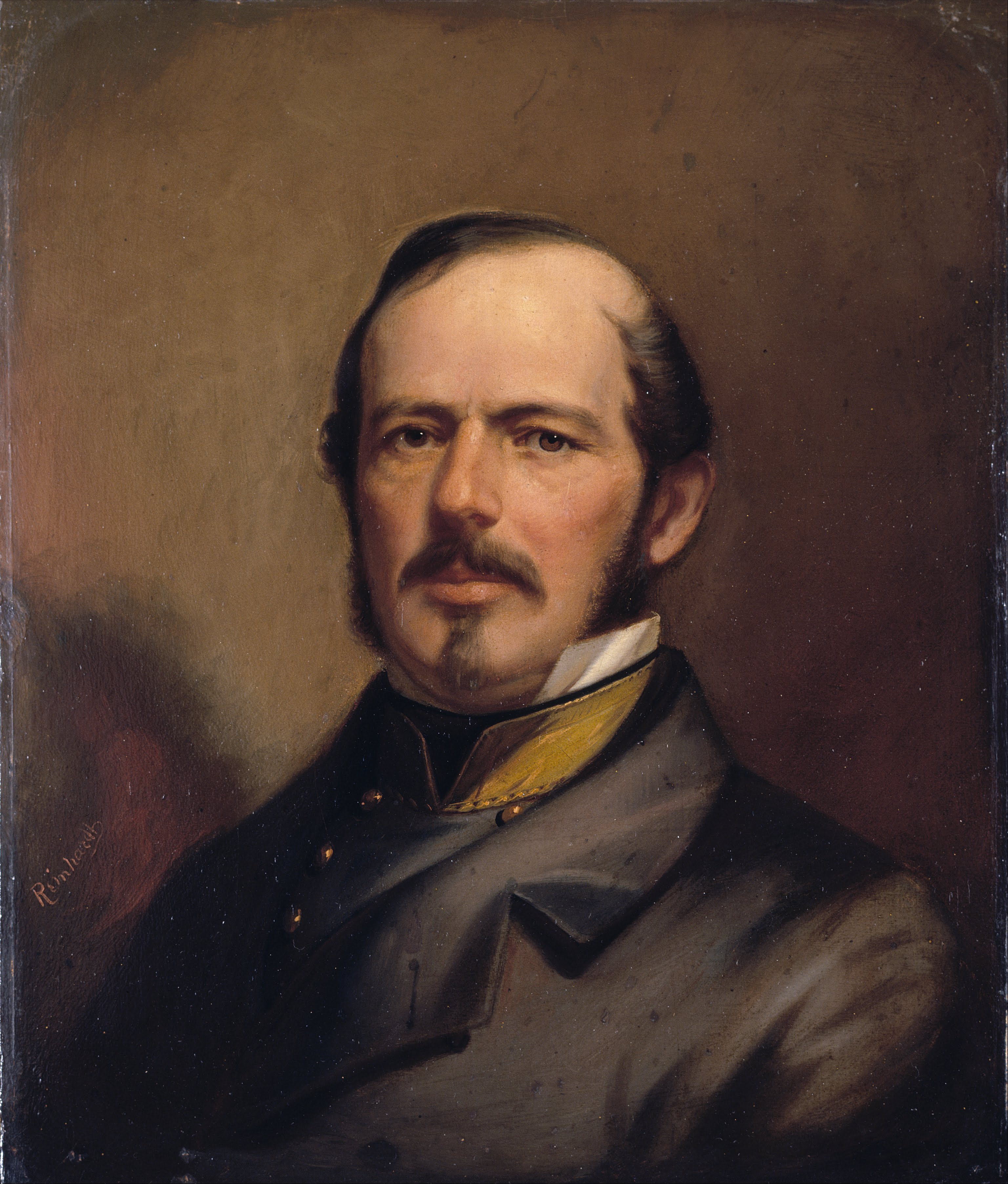
Portret van Benjamin Franklin Reinhart (c. 1860)

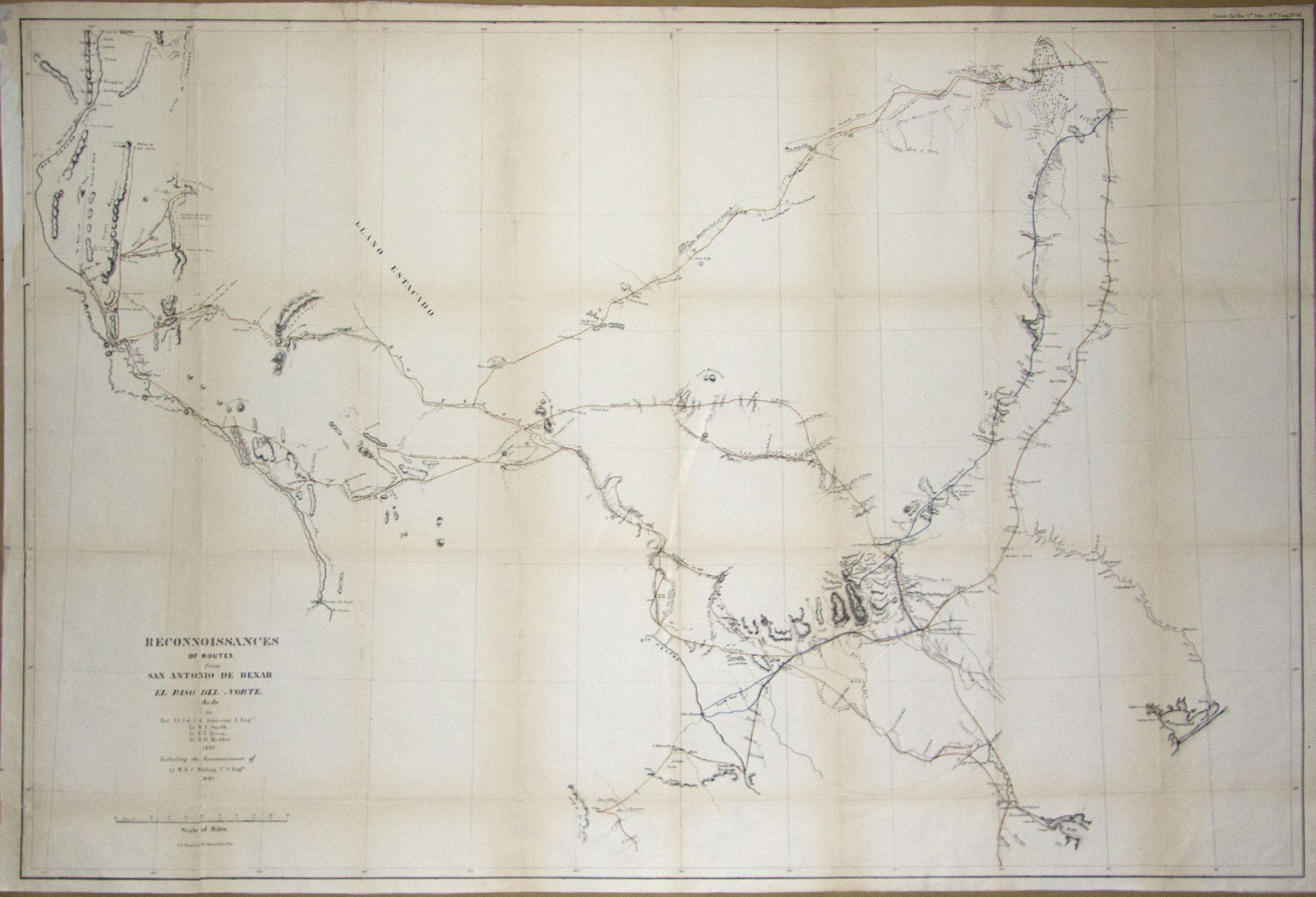
Johnstons kaart uit 1849 met de routes die hij verkend had tussen San Antonio de Bexar en El Paso del Norte

Voor de oorlog in 1841 was Johnston topografisch ingenieur langs de Texaans-Amerikaanse grens. Tussen 1848 en 1853 keerde hij terug naar dit gebied toen hij was aangesteld als hoofd van de topografische dienst in het Department  of Texas.
In de jaren 1850 stuurde hij brieven naar het ministerie van oorlog om een overplaatsing naar een gevechtseenheid te vragen met de rang die hij tijdens de oorlog had gekregen. De toenmalige minister van oorlog Jefferson Davis, die Johnston kende van West Point, wimpelde zijn verzoeken af tot grote ergernis van Johnston. Desondanks kreeg hij toch een benoeming tot luitenant-kolonel in het nieuwe regiment van de 1st U.S. Cavalry. Dit regiment werd op 1 maart 1855 naar Fort Leavenworth in Kansas gestuurd en stond onder leiding van kolonel Edwin V. "Bull" Sumner. Zijn regiment werd regelmatig ingezet tegen de Sioux in het Wyomingterritorium. Ook tijdens Bleeding Kansas zag het regiment veelvuldig actie. In deze periode bouwde hij een hechte vriendschap uit met kapitein George B. McClellan, die tijdens de Amerikaanse Burgeroorlog zijn opponent zou zijn.
In de herfst van 1856 werd Johnston naar de Jefferson Barracks in Missouri gestuurd om nieuwe rekruten op te halen. Het jaar erop nam hij deel aan verschillende expedities om de grens van Kansas in kaart te brengen. Ondertussen werd Jefferson Davis vervangen door John B. Floyd als minister van oorlog. Floyd was een neef van Johnston via aangetrouwde familie en had Preston Johnston onder zijn hoede gehad. Floyd bevorderde Johnston tot gebrevetteerde kolonel voor zijn inzet bij Cerro Gordo. Dit werd slecht onthaald door veel officieren omdat dit volgens hen favoritisme was. In 1859 werd Robert Milligan McLane, de schoonbroer van Johnston, tot ambassadeur van de Verenigde Staten in Mexico benoemd door president James Buchanan. Johnston vergezelde zijn schoonbroer tijdens een bezoek aan Benito Juárez in Veracruz. Ondertussen had hij een geheime militaire missie om informatie te verzamelen in het licht van mogelijke toekomstige conflicten tussen beide landen.
Op 10 juni 1860 overleed brigadegeneraal Thomas Jesup, kwartiermeester generaal van het U.S. Army. In zo’n situatie was de opperbevelhebber van het leger verantwoordelijk om een vervanger aan te duiden. Winfield Scott stelde echter vier kandidaten voor, namelijk Joseph E. Johnston, Albert Sidney Johnston, Robert E. Lee en Charles F. Smith. Hoewel Jefferson Davis, die nu lid was van het comité van militaire zaken in de senaat, de voorkeur gaf aan Albert Sidney Johnston, koos de minister van oorlog voor Joseph E. Johnston.
Johnston werd op 28 juni 1860 bevorderd tot brigadegeneraal. Hij gaf echter de voorkeur om zijn nieuwe taken te velde uit te voeren en niet om achter een bureau in Washington D.C.  puur administratief werk te verrichten. Hij had het ook moeilijk met groeiende spanningen tussen de Noordelijke en Zuidelijke staten en het ethisch dilemma om te beslissen waar militair materieel naar toe gestuurd moest worden. Hij wou niet dat er essentiële voorraden zouden ontzegd worden aan het  Zuiden.

## Burgeroorlog

### Bull Run en de eerste fricties met Jefferson Davis
Toen zijn geboortestaat Virginia de Unie in 1861 verliet, nam Johnston ontslag als brigadegeneraal van het reguliere leger, de hoogste officier in rang die dit deed. Hij werd op 4 mei eerst aangesteld als generaal-majoor in de militie van Virginia. Maar toen de voorlopige regering van Virginia twee weken later besliste om maar één generaal-majoor te behouden en deze keuze op Robert E. Lee viel, werd hij een benoeming als brigadegeneraal aangeboden. Dit weigerde hij echter, maar aanvaarde wel op 14 mei een benoeming als brigadegeneraal in het nieuwe Confederate States Army. Hij loste in mei Thomas "Stonewall" Jackson af bij Harper's Ferry en organiseerde  in juli de Army of the Shenandoah. 
In de Eerste Slag bij Bull Run op 21 juli 1861 bracht Johnston troepen uit de Shenandoah Vallei om die samen te voegen met die van P.G.T. Beauregard, maar hij liet de leiding van de veldslag over aan die jongere generaal, omdat hij terrein niet goed kende. Rond de middag was Beauregard nog onzeker waar de Noordelijke hoofdaanval zou plaatsvinden. Uit de rapporten kon Johnston opmaken dat die aanval ten noorden van zijn hoofdkwartier zou plaatsvinden bij Henry House Hill. Hij zei: "De slag is daar. Ik vertrek erheen." Beauregard en zijn stafofficieren volgden hem op de voet. Ter plaatse trof Johnston de restanten aan van het 4th Alabama Infantry Regiment. Al hun officieren waren gesneuveld. Hij nam de leiding op zich en kon een gat dichten in de Zuidelijke slaglinie. Ook slaagde hij erin om de gedemoraliseerde troepen van brigadegeneraal Barnard Bee te inspireren om opnieuw tot de aanval over te gaan. Beauregard kon Johnston overtuigen om naar de achterhoede te gaan om de versterkingen naar de juiste plaatsten op het slagveld te sturen. Hoewel Beauregard na de overwinning het meeste lof kreeg toegezwaaid, wist Johnston toch publiek krediet te krijgen voor zijn aandeel in de Zuidelijke overwinning. Na Bull run assisteerde Johnston Beauregard en William Porcher Miles in het ontwerpen van de Vlag van de Geconfedereerde Staten van Amerika. Het was Johnston die voorstelde om het vierkant te maken.
In augustus werd Johnston gepromoveerd tot volledig (viersterren)generaal, maar hij was niet blij dat er drie andere mannen waren die boven hem stonden, die voor de oorlog lager in rang waren. Hij was immers de hoogste in rang geweest die het Amerikaanse leger had verlaten, dus waarom zouden Samuel Cooper, Albert Sidney Johnston en Robert E. Lee nu opeens hoger in rang zijn dan hij? Alleen Beauregard werd achter Johnston geplaatst op de lijst van vijf nieuwe generaals. Dit voorval leidde tot veel onmin tussen Johnston en Jefferson Davis en dit zou niet ophouden tot de oorlog over was.
Op 21 juli 1861 kreeg Johnston het bevel over het Department of the Potomac en het Army of the Potomac. Op 22 oktober werd hij ook verantwoordelijk voor het Department of Northern Virginia. Tussen juli en november 1861 had hij zijn hoofdkwartier in Conner House in Manassas ondergebracht. Tijdens de winter van 1861-62 had Johnston zijn  hoofdkwartier in Centreville gevestigd. Hij hield zich voornamelijk bezig met organisatorische en bevoorradingsproblemen. Ondertussen trainden de Noordelijken hun eigen leger die ook de Army of the Potomac werd genoemd en onder leiding kwam te staan van generaal-majoor George B. McClellan.  McClellan overschatte schromelijk de sterkte van het Zuidelijke leger en plande een amfibische landing om hen te flankeren. Begin maart ontving Johnston informatie over de Noordelijke voorbereidingen en trok hij het Zuidelijke leger terug naar Culpeper Court House. Dit had gevolgen voor beide opponenten. De Zuidelijke president Davis was verrast en teleurgesteld in wat voor hem een smadelijke terugtocht was. Davis benoemde Robert E. Lee als militair adviseur om de bewegingsvrijheid van Johnston in te perken door rechtstreeks bevelen te geven aan verschillende legeronderdelen. Aan de Noordelijke zijde werd McClellan publiekelijk te schande gezet omdat bleek dat de stellingen die het “oppermachtig Zuidelijke leger” hadden ingenomen, niet veel voorstelde. Maar het belangrijkste gevolg was dat McClellan zijn plannen moest aanpassen. In plaats van een amfibische landing uit te voeren bij Urbanna koos hij nu het schiereiland van Virginia die tussen de James en York lag als landingsplaats om van daaruit Richmond aan te vallen.

### De Schiereilandveldtocht

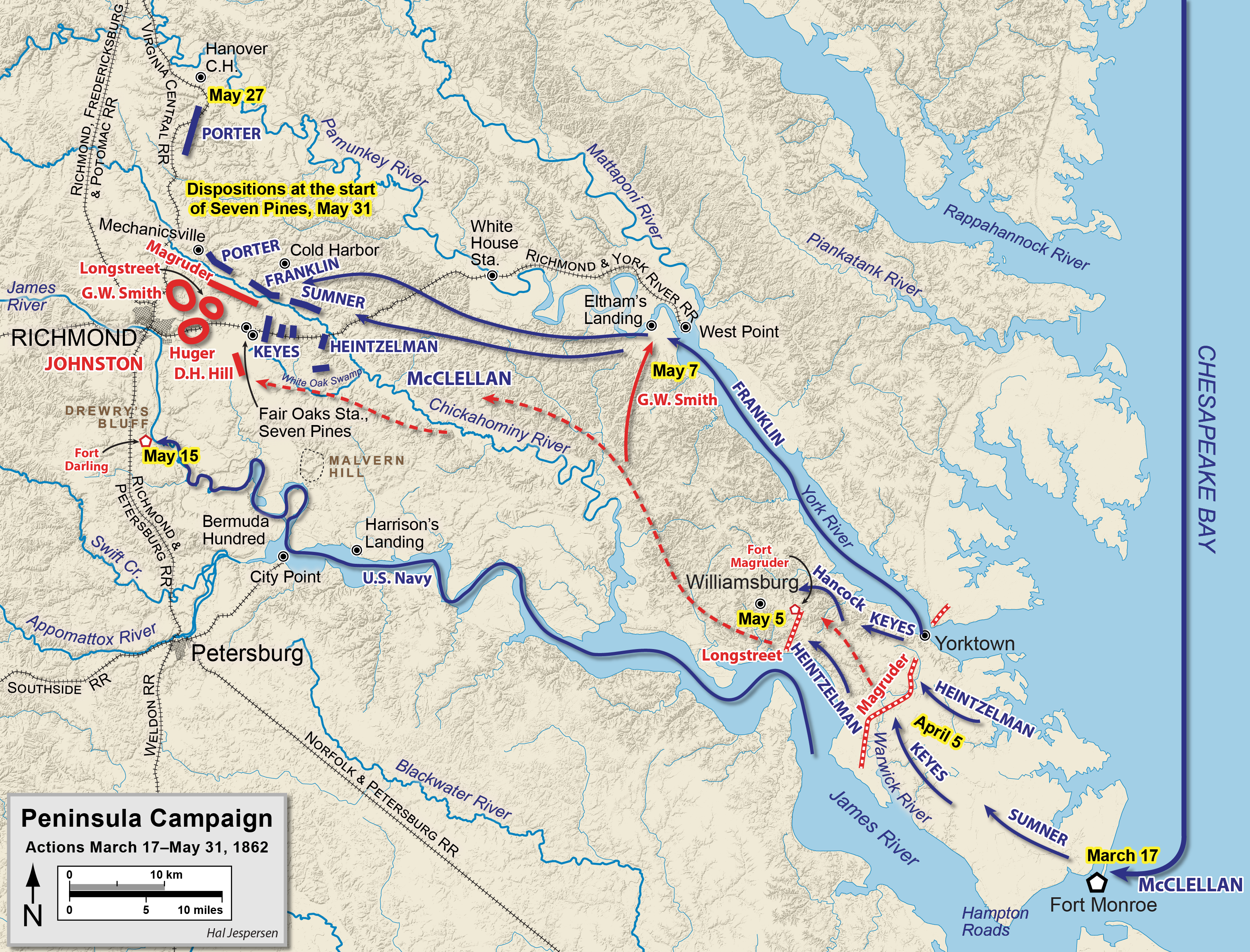
Overzichtskaart van de Schiereilandveldtocht tot en met de Slag bij Seven Pines
Zuidelijken
Noordelijken

Het Army of the Potomac kreeg begin 1862 een nieuwe naam, namelijk het Army of Northern Virginia. Johnston bleef aan het hoofd van dit leger staan. Begin april 1862 landden de Noordelijken bij Fort Monroe op het schiereiland van Virginia. Ze trokken traag op naar Yorktown. Johnstons plannen voor de verdediging van de hoofdstad waren controversieel te noemen. Hij wist dat hij tegen een overmacht van twee tegen één stond en dat de Noordelijke marine ondersteuning kon bieden via beide rivieren. Daarom probeerde hij Davis en Lee te overtuigen om sterke defensieve stellingen in te nemen rond de hoofdstad. Johnston kon hen niet overtuigen en moest zijn eenheden verspreiden over het schiereiland. McClellan was er nog altijd van overtuigd dat de Zuidelijken het numeriek overwicht hadden en besteedde veel tijd aan de belegering van Yorktown. Johnston kon zich op tijd terugtrekken en vocht op 5 mei een defensieve slag uit bij Williamburg om de Noordelijke opmars verder te vertragen. Twee dagen later, op 7 mei, kon hij een amfibische aanval bij  Eltham's Landing afslaan. Na een reeks van Zuidelijke vertragingsmanoeuvres stond het Noordelijke leger eind mei op 10 km van de hoofdstad.
In een hoek gedreven sloeg Johnston eindelijk terug op 31 mei 1862 ten zuiden van de Chickahominy in de Slag bij Seven Pines. Hij had een agressief maar moeilijk uit te voeren plan uitgewerkt. De uitkomst van de slag was tactisch gezien onbeslist, maar de Noordelijke opmars was gestopt. Johnston was echter gewond geraakt door een granaatscherf aan zijn schouder en borst aan het einde van de eerste dag van de veldslag. G. W. Smith had het bevel overgenomen voor de tweede dag van de veldslag. Davis gaf het commando al snel over aan de agressievere Robert E. Lee, die het Army of Northern Virginia gedurende de rest van de oorlog zou leiden. Tijdens de Zevendagenslag dreef Lee de Noordelijken van het schiereiland. Eind augustus versloeg hij de Noordelijken tijdens de Tweede Slag bij Bull Run.

### Westelijke front en Vicksburg
Na het herstel van zijn verwondingen kreeg Johnston op 24 november 1862 het commando over het Department of the West, het belangrijkste commando in het westelijke front, die hem in theorie de baas maakte over Braxton Braggs Army of Tennessee en John C. Pembertons Department of Mississippi and East Louisiana. In de Trans-Mississippi Departement lag nog een andere belangrijke strijdmacht onder leiding van luitenant-generaal Theophilus H. Holmes die voornamelijk in Arkansas opereerde. Johnston probeerde zonder succes de Zuidelijke regering te overtuigen om de eenheden van Pemberton en Holmes samen te voegen of toch op zijn minst een deel van Holmes strijdmacht uit te lenen aan Pemberton. 
Het eerste probleem die Johnston moest oplossen was Braxton Bragg. Na Stones River was de Zuidelijke regering ontevreden over de prestaties van Bragg. Ook hadden verschillende van zijn officieren een brief gestuurd naar Richmond om zijn ontslag te vragen. Davis stuurde Johnston naar Bragg om te situatie te evalueren. Johnston wist dat indien hij het ontslag van Bragg zou voorstellen, hij de logische plaatsvervanger was. Een commando over een leger was aanlokkelijker dan het administratief werk dat hij nu maar had. Maar zijn eergevoel won en hij kon het niet over zijn hart krijgen om Bragg daarvoor te ontslaan. Hij luisterde naar Bragg en zijn officieren en schreef een verslag waarin hij Bragg in zijn huidige functie wou bevestigen. Davis wou nog altijd Bragg vervangen maar door omstandigheden en het feit dat de Noordelijken in Mississippi terreinwinst boekten, bleef Bragg op post.
De grootste uitdaging voor Johnston was het behoud van de controle over Vicksburg toen de Noordelijken onder leiding van generaal-majoor Ulysses S. Grant de stad probeerden in te nemen. In de winter van 1862-63 slaagden de Noordelijken er niet in om dicht genoeg bij de stad te geraken, maar een aanval in april 1863 veranderde alles. De Noordelijken staken ten zuidwesten van Vicksburg de Mississippi over. Dit verraste Pemberton volledig. Grant rukte stelselmatig in noordoostelijke richting op naar  de Jackson, de hoofdstad van Mississippi en vocht een succesvolle reeks van veldslagen uit. Op 9 mei kreeg Johnston het bevel om zo snel als mogelijk naar de Mississippi te gaan en het bevel op zich te nemen. Toen hij op 13 mei in Jackson aankwam, kreeg hij het nieuws dat er twee Noordelijke korpsen oprukten naar de stad die slechts door 6.000 Zuidelijke soldaten verdedigd kon worden. Hij gaf onmiddellijk het bevel tot evacuatie en zou op 14 mei al vechtend terugtrekken tijdens de Slag bij Jackson (Mississippi). Grant nam de stad in. Zijn volgende doel was Vicksburg. 
Johnston rukte op in westelijke richting om aansluiting te vinden bij Pemberton toen deze laatste een nederlaag had geleden bij Champion Hill op 16 mei en bij Big Black River Bridge op 17 mei 1863. De overlevenden trokken zich terug naar Vicksburg.  Johnston probeerde Pemberton ertoe over te halen de stad te evacueren, zijn troepen te verenigen met die van hemzelf, en zo Grants troepen numeriek de baas te zijn. Maar Davis gaf Pemberton opdracht om in Vicksburg stand te houden. Grant voerde twee grootscheepse aanvallen uit op de Zuidelijke fortificaties. Toen dit niet lukte, sloeg hij het beleg rond de stad.  De enige hoop van de burgers en soldaten in Vickburg was de ontzetting van hun stad door Johnston. Eind mei had Johnston 24.000 soldaten verzameld, maar hij wou nog meer versterkingen voor hij een poging zou wagen. Hij wou geen soldaten opeisen bij Bragg omdat de Zuidelijken dan het risico liepen om Tennesse te verliezen. De consternatie was dan ook groot toen Vicksburg op 4 juli 1863 ,het laatste bolwerk aan de Mississippi, viel. Toen een week later ook Hudson viel, hadden de Noordelijken de volledige controle over de Mississippi en konden ze de Geconfedereerde Staten in twee splitsen.
De toch al moeilijke relatie tussen Johnston en Davis verzuurde nu volledig toen de verwijten publiekelijk heen weer vlogen over wie nu verantwoordelijk was voor het verlies van Vicksburg. Er waren veel factoren die een rol speelden. Er was een tekort aan goede spoorverbindingen om de troepen op een efficiënte manier te verplaatsen. Pemberton die weigerde om Vicksburg op te geven en de gewoonte van president Davis om rechtstreekse orders te geven aan de verschillende officieren zonder dat Johnston zelfs op de hoogte was droegen allemaal bij aan de Zuidelijke nederlaag. Davis overwoog om Johnston te ontslaan, maar hij was en bleef een officier die populair was bij de bevolking en politici. Daarom besliste Davis om Braggs leger te onttrekken aan het commando van Johnston zodat deze alleen nog verantwoordelijk was voor Alabama en Mississippi. 
Terwijl Vicksburg belegerd werd, rukte de noordelijke generaal-majoor William S. Rosecrans op tegen het leger van Bragg in Tennessee waarbij de Zuidelijken Chattanooga moesten ontruimen. Bragg kon op 19 en 20 september een grote overwinning boeken op Rosecrans bij Chickamauga maar werd in november verslagen door generaal-majoor Ulysses S. Grant bij Chattanooga. Brag nam ontslag en keerde terug naar de hoofdstad om militair adviseur van de president te worden. Davis vroeg aan William J. Hardee om het bevel op zich te nemen, maar die weigerde. Daarna passeerde P.G.T. Beauregard en Robert E. Lee de revue. Maar ook met Beauregard kon Davis niet overweg en Lee had geen zin om het oostelijk front te verlaten. Daarom stelde Lee voor om Johnston het bevel te geven. Met tegenzin verving Davis op 27 december 1863 zijn oude vriend Bragg door Johnston.

### Veldtocht in Atlanta

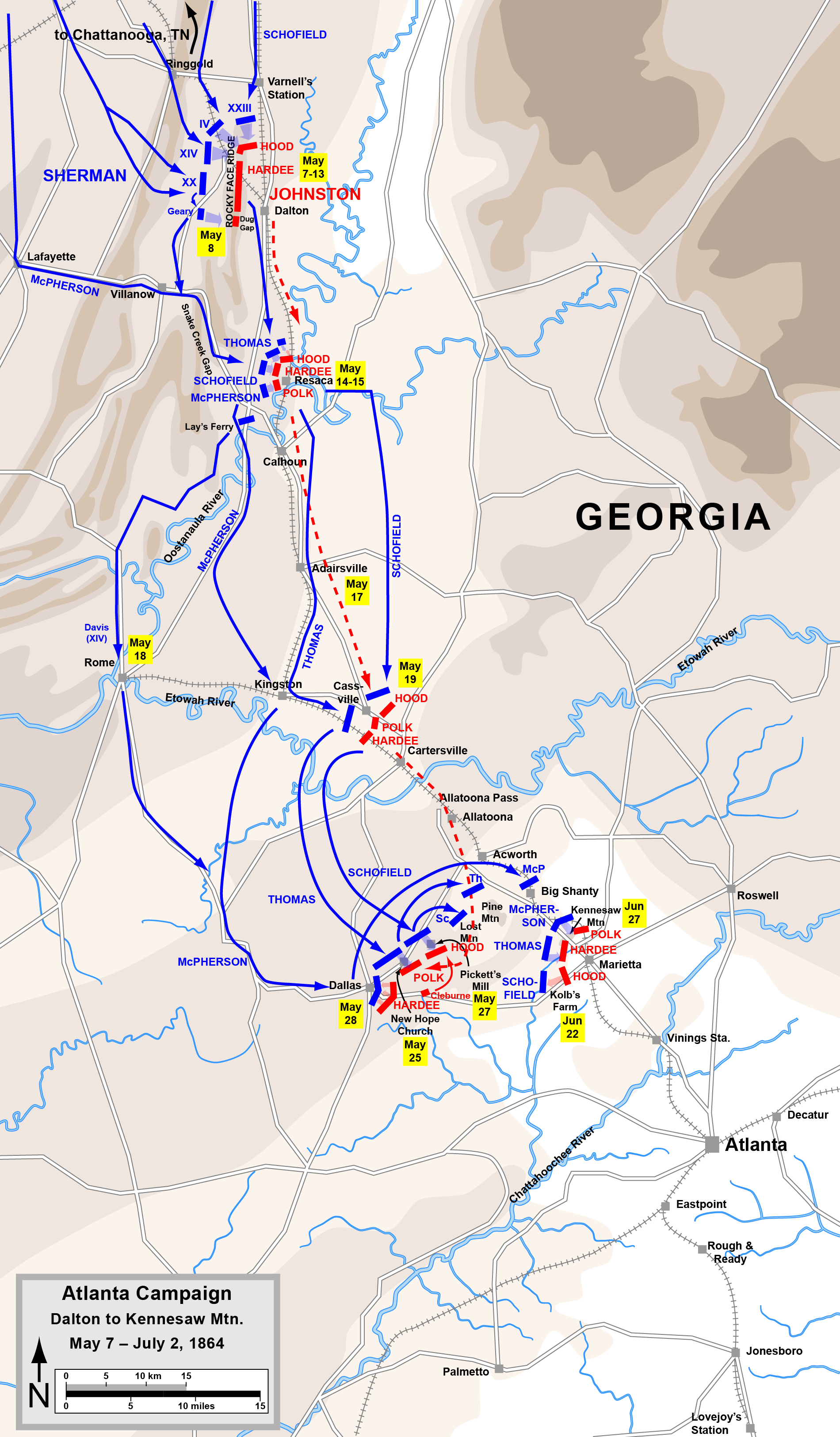
De Atlantaveldtocht van Dalton tot Kennesaw Mountain

Toen hij William T. Sherman tegenover zich kreeg die oprukte van Chattanooga naar Atlanta in het voorjaar van 1864 viel Johnston terug op zijn strategie van de terugtocht. Steeds opnieuw bereidde hij sterke verdedigende posities, en steeds weer manoeuvreerde Sherman eromheen, wat Johnston steeds verder liet terugtrekken in de richting van Atlanta. Johnston beschouwde het behoud van zijn leger als zijn belangrijkste doel, wat betekende dat hij heel voorzichtig te werk ging. Hij hanteerde zijn leger goed, vertraagde de Noordelijke opmars en maakte meer slachtoffers dan hijzelf opliep.
De Atlantaveldtocht begon op 4 mei 1864. Johnstons leger vocht een defensieve slag bij Rocky Face Ridge waarna hij zijn leger op 13 mei terugtrok naar nieuwe defensieve stellingen op 18 km ten zuiden van Resaca. Na een korte maar hevige veldslag bij Resaca trok Johnston zich op 15 mei opnieuw terug waarna hij bij Adairsville een tegenaanval plande.  Terwijl zijn eenheden oprukten, verscheen onverwachts een vijandelijke eenheid op de rechterflank waardoor zijn korpsbevelhebber luitenant-generaal John B. Hood de opmars stopte om deze dreiging op te vangen. Daarop besliste Johnston om de aanval af te breken en zijn strategische terugtocht verder te zetten. 
Op 27 juni versloeg Johnston Sherman in de Slag bij Kennesaw Mountain, maar deze puur defensieve overwinning weerhield Sherman er niet van om zijn opmars voort te zetten. Critici stellen dat Johnstons onwil om risico's te nemen de kans op een Zuidelijke overwinning bij voorbaat onmogelijk maakte. Sherman probeerde met zijn leger een nieuwe flankeerbeweging door zijn bevoorradingslijn te verlaten maar botsten opnieuw op hevig Zuidelijk verzet bij New Hope Church op 25 mei, bij  Pickett's Mill op 27 mei en bij Dallas op 28 mei.
Op 22 juni hoopte Sherman een doorbraak te forceren door een aanval bij Kolb's Farm. Deze werd gevolgd door de eerste en enige frontale aanval van de Noordelijken die plaats vond bij Kennesaw Mountain op 27 juni. De Noordelijken waren Atlanta tot op 26 km genaderd. Toen Johnston de laatste natuurlijke hindernis voor Atlanta overstak, namelijk de Chattahoochee verloor Davis zijn geduld. 
Jefferson Davis was steeds geïrriteerder geraakt door Johnstons strategie en verving hem op 17 juli 1864, kort voor de Slag bij Peachtree Creek, net buiten Atlanta, door John Bell Hood. Die was wél agressief, maar die agressiviteit resulteerde in het verlies van Atlanta in september en van een groot deel van zijn leger in Tennessee de winter erna. Davis' beslissing om Johnston te vervangen was een van de meest controversiële van de oorlog. 

### De Carolina's en overgave

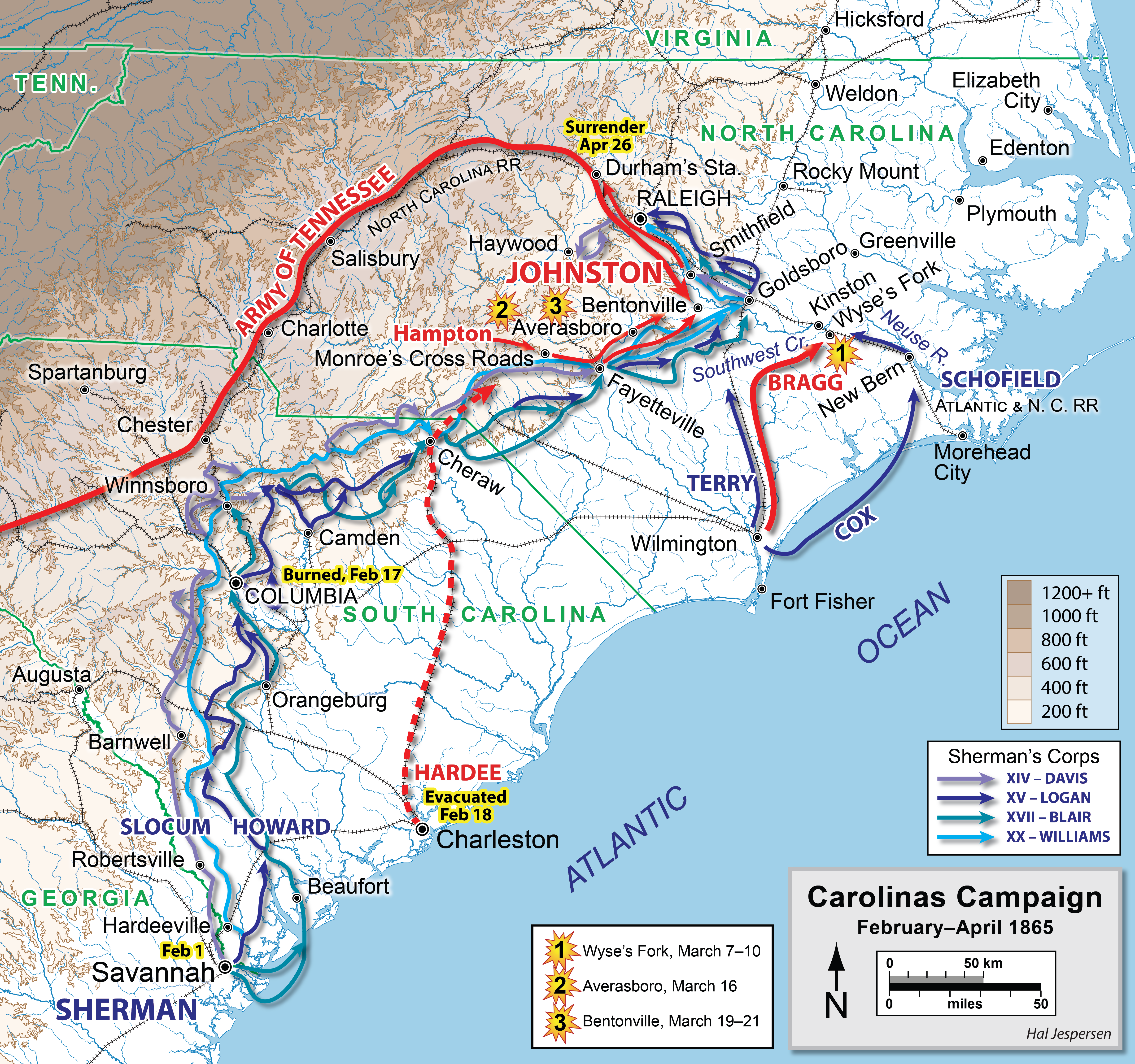
De Carolina's-veldtocht

Na zijn ontslag verbleef Johnston een tijd in Macon, Georgia om te genezen van een acute aanval van gordelroos. Tussen de aanvallen door schreef hij zijn verslag over de voorbije veldtochten die hij deelde met verschillende medestanders in Richmond.  In het midden van november 1864 stuurde hij zijn vrouw naar familie in Columbia, South Carolina. Toen hij genoeg hersteld was, reisde hij hen achterna. Toen de Confederatie zich steeds meer zorgen maakte over Shermans Mars naar de Zee door Georgia en vervolgens naar het noorden door South Carolina en North Carolina, begon het publiek te roepen om de terugkeer van Johnston. Generaal Beauregard kon weinig weerwerk bieden tegen de Noordelijke opmars. De politieke druk op president Davis werd opgevoerd door onder andere senator Louis Wigfall. In januari 1865 keurde het Zuidelijke congres een wet goed waarin Robert E. Lee tot opperbevelhebber van alle legers benoemd werd en waarbij aanbevolen werd om Johnston te benoemen tot bevelhebber van het Army of Tennessee. Davis bevestigde lees benoeming maar weigerde die van Johnston goed te keuren. Vice presdient Alexander H. Stephens en 17 senatoren schreven een brief naar Lee om zijn nieuwe bevoegdheid te gebruiken om Johnston te benoemen achter de rug van Davis. Lee weigerde.
Ondanks hun slechte relatie benoemde Davis  op 25 februari 1865 Johnston tot het commando dat gelijktijdig het Department of South Carolina, Georgia, and Florida was, alsook het Department of North Carolina and Southern Virginia. Theoretisch had hij het bevel over drie Zuidelijke legers, maar in de praktijk had Johnston weinig middelen om iets tegen Shermans opmars te doen. Het Army of Tennessee had zware verliezen geleden bij Franklin en Nashville en had een gebrek aan vrijwel alles. De soldaten hadden al in maanden geen soldij gezien en slechts 6.600 manschappen arriveerden in South Carolina. Johnston had ook de strijdmacht van 12.000 soldaten onder William Hardee die Shermans opmars had proberen te vertragen. Daarnaast had hij nog Braxton Braggs strijdmacht die bij Wilmington in North Carolina lag en 6.000 cavaleristen onder leiding van Wade Hampton.
Johnston probeerde de verschillende onderdelen te verenigen en hoopte op versterking van Robert E. Lees leger zodat Sherman kon gestopt worden. Daarna wou hij oprukken naar Virginia om het Army of Northern Virginia bij te staan in hun strijd tegen Ulysses S. Grant. Op 19 maart 1865 wist hij een deel van Shermans leger te verrassen in de Slag bij Bentonville en boekte hij korte tijd enkele tactische succesjes, totdat Shermans superieure aantallen hem dwongen zich terug te trekken naar Raleigh, North Carolina en verder naar Greensboro.

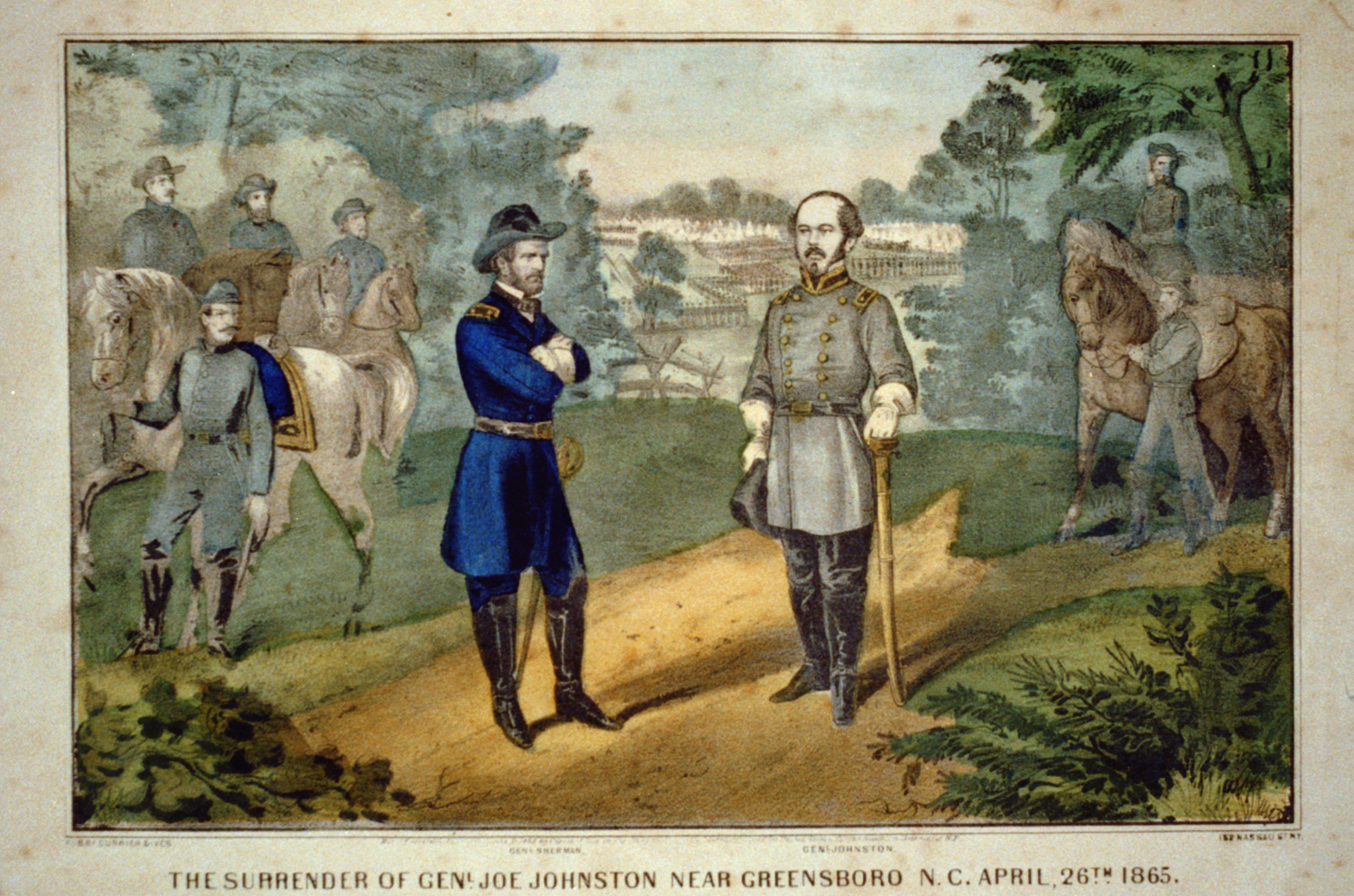
De overgave van generaal Joe Johnston – lithografie uit Currier & Ives

Nadat Johnston had vernomen dat Lee had gecapituleerd bij Appomattox Court House op 9 april 1865, ging hij akkoord om Sherman te ontmoeten op neutraal terrein in een boerderij die gekend was als Bennet Place niet ver van het huidige Durham. Na verschillende dagen van onderhandelen gaf Johnston op 26 april 1865 zijn leger over aan Sherman. Ook alle overgebleven eenheden in North en South Carolina, Georgia en Florida kregen het bevel de wapens neer te leggen. Voor 89.270 soldaten was de oorlog voorbij. Davis was niet te spreken over deze capitulatie en beschouwde het als een daad van hoogverraad. Johnston werd vrijgelaten uit gevangenschap op 2 mei 1865. Na de overgave liet Sherman onmiddellijk voedsel aanrukken voor de hongerige Zuidelijke soldaten. Ook verdeelde hij bloem en ander voedsel aan de burgers in de Zuidelijke staten. Deze daad van barmhartigheid zou nooit vergeten worden door Johnston.

## Na de oorlog
Na de oorlog vestigde Johnston zich met zijn ziekelijk vrouw in Savannah, Georgia. Hij werd tussen mei 1866 en november 1867 voorzitter van een kleine spoorwegmaatschappij, de Alabama and Tennessee River Railroad company. Hij gaf de maatschappij een nieuwe naam, namelijk de  Selma, Rome and Dalton Railroad. Johnston verveelde zich stierlijk en het bedrijf ging failliet door een gebrek aan kapitaal. Daarna stichtte hij de Joseph E. Johnston & Company, een verzekeringsbedrijf die als filiaal werkte voor de New York Life Insurance Co. en voor een Britse verzekeringsmaatschappij. De hoofdzetel was gevestigd in zijn thuisstad Savanah en na vier jaar had hij een netwerk van 120 verzekeringsagenten uitgebouwd doorheen de Zuidelijke staten.
Hij verdiende goed en kon tijd besteden aan zijn memoires. Zijn analyse van de burgeroorlog, Narrative of Military Operations, gepubliceerd in 1874, was zeer kritisch over Jefferson Davis en veel van zijn medegeneraals. Hoewel het boek geen succes kende en hij veel kritiek kreeg van Zuidelijke generaals werd Johnston in de memoires van Sherman en Grant in een positief daglicht geplaatst. Hij werd omschreven als een gevaarlijke en intelligente tegenstander die zijn job deed en tegelijkertijd de levens van zijn soldaten probeerde te beschermen. 
Johnston was mede-eigenaar van de Atlantic and Mexican Gulf Canal Company. Dit project werd goedgekeurd in 1876. Het was bedoeling om een kanaal te graven tussen de St. Marys op de grens van Georgia en Florida in westelijke richting naar de Golf van Mexico in Florida.  Hij keerde terug naar Virginia en verhuisde in 1877 naar Richmond. Johnston werd verkozen tot lid van het Huis van Afgevaardigden voor de Democratische Partij van 1879 tot 1881; daarna stelde hij zich niet opnieuw kandidaat. Hij was commissaris voor spoorwegzaken in de regering van president Grover Cleveland. Na het overlijden van zijn vrouw in 1887 bezocht hij regelmatig bijeenkomsten van veteranen. In september 1890, enkele maanden voor zijn dood, werd hij erelid van de Sons of the American Revolution, een patriottische vereniging. 
Johnston, net als Lee, zou nooit de ridderlijkheid van zijn voormalige tegenstander vergeten. Hij dulde geen kritiek op Sherman wanneer hij erbij was. Ze onderhielden een uitgebreide correspondentie en gingen geregeld samen gaan eten wanneer Johnston in Washington D.C. was. Toen Sherman overleed droeg Johnston mee de kist op zijn begrafenis. Hoewel het koud en regenachtig was tijdens Shermans begrafenis op 19 februari 1891, weigerde Johnston een hoed te dragen, uit respect voor Sherman. Als gevolg daarvan vatte hij kou en overleed hij op 21 maart 1891 aan de gevolgen van een longontsteking. Hij werd naast zijn vrouw begraven op Greenmount Cemetery, Baltimore, Maryland.

## Militaire loopbaan
- Brevet Second Lieutenant (USA): 1829[2][4]
- First Lieutenant (USA):
- Brevet Captain (USA): 7 juli 1838[2][48]
- Lieutenant Colonel (USA): 1855[2][49]
- Brigadier General (USA): juni 1860[49]
- Quartermaster General (USA): 28 juni 1860[2][3]
- Ontslag genomen USA: 22 april 1861[3][4]
- Brigadier General (CSA): 14 mei 1861[4]
- Major General of the Virginia Volunteers: April 1861[3]
- General (CSA): 31 augustus 1861 (gedateerd vanaf 21 juli)[3]

## Nalatenschap
Zijn persoonlijke documenten worden bewaard in de Special Collections Research Center in het College of William & Mary.
In 1912 werd een monument opgericht voor Johnston in Dalton, Georgia.
Op 20 maart 2010 werd op de site van de Slag bij Bentonville een bronzen standbeeld opgericht van Johnston.
Tijdens de Tweede Wereldoorlog werd  Libertyschip #113 naar hem vernoemd. 

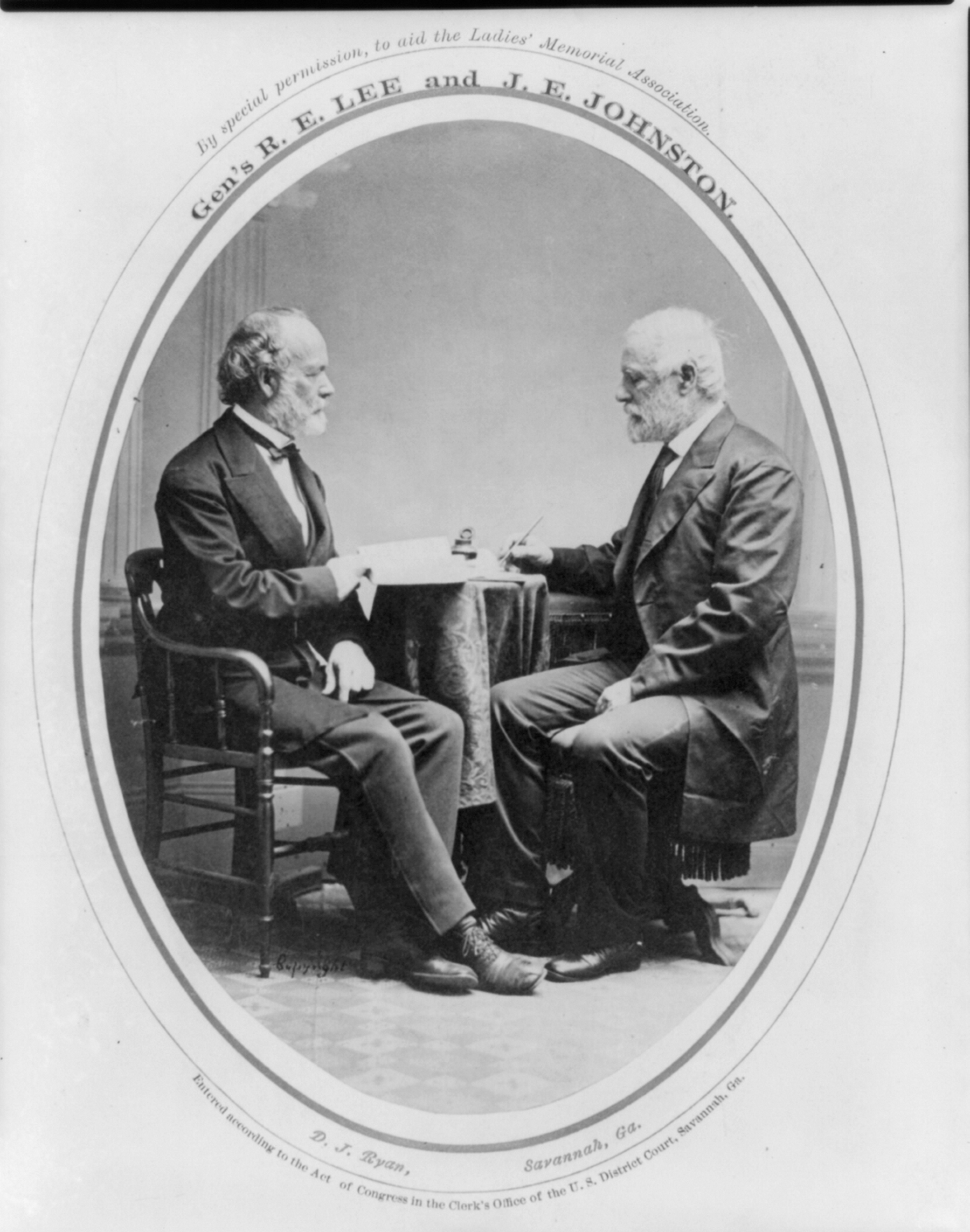
Robert E. Lee en Joseph E. Johnston in 1869–1870
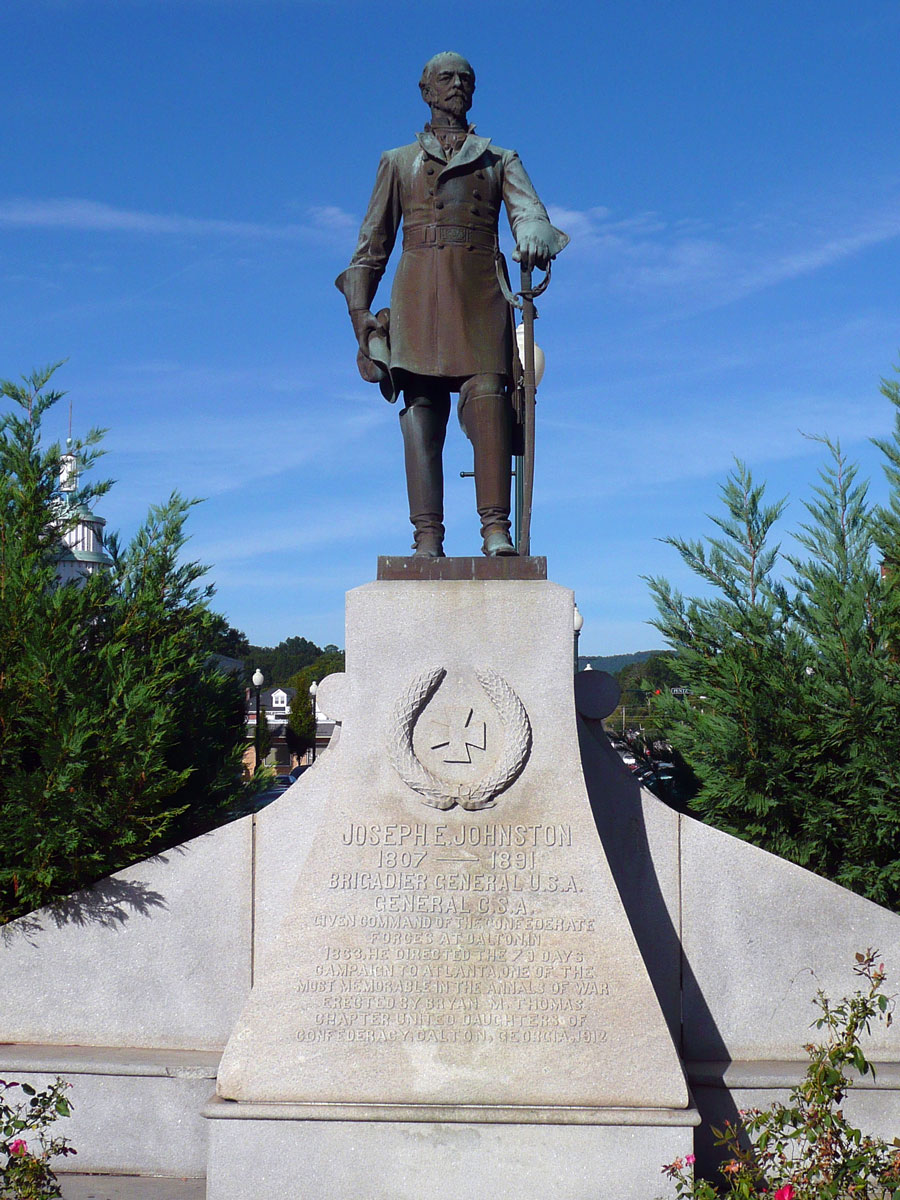
Johnstons standbeeld in Dalton
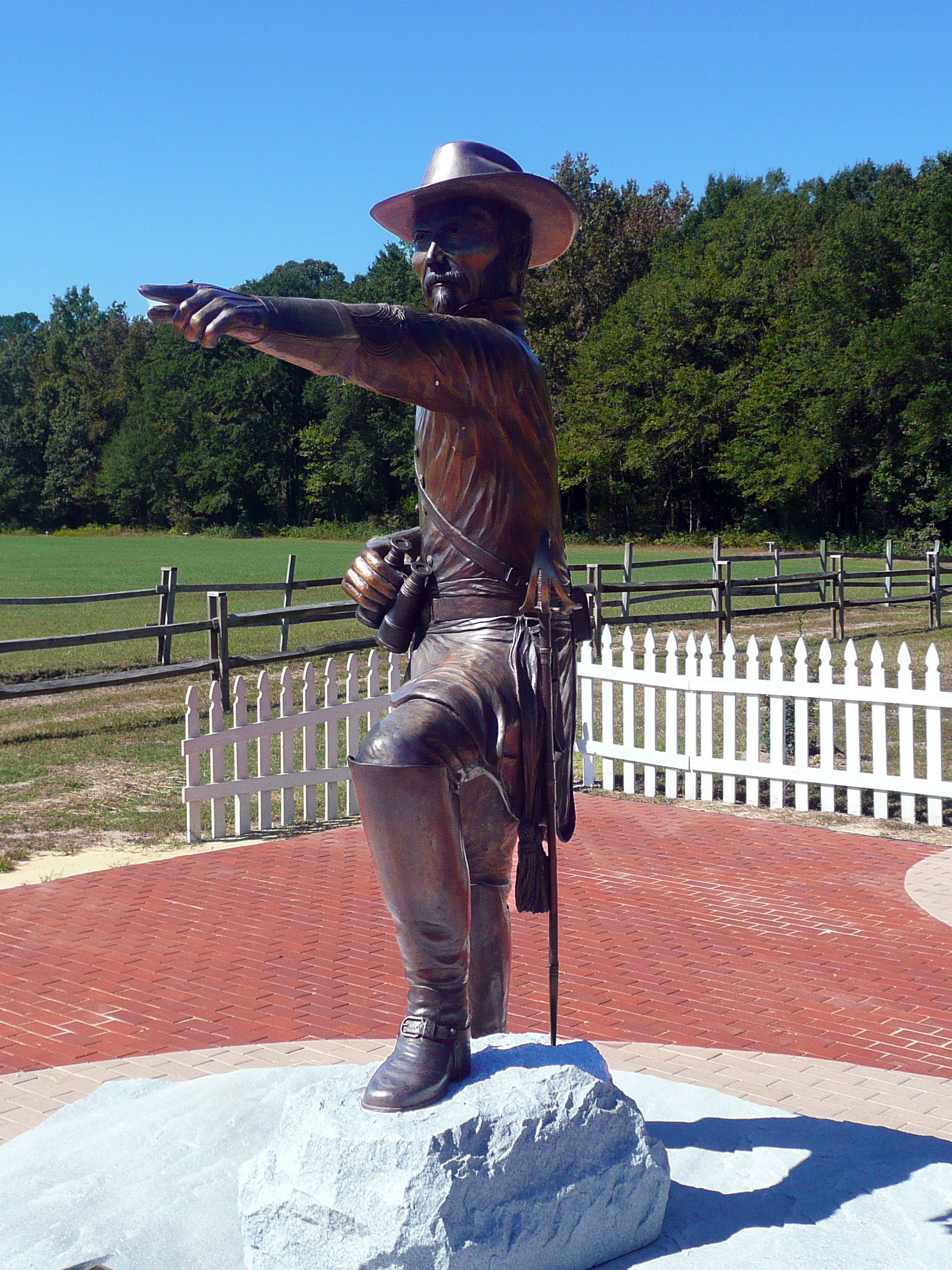
Johnstons standbeeld op het slagveld van Bentonville in North Carolina